# Palmeira (ort)
Palmeira är en ort i Brasilien.   Den ligger i kommunen Palmeira och delstaten Paraná, i den södra delen av landet, 1 100 km söder om huvudstaden Brasília. Palmeira ligger 913 meter över havet och antalet invånare är 18 630.
Terrängen runt Palmeira är platt. Det finns inga andra samhällen i närheten.
Omgivningarna runt Palmeira är en mosaik av jordbruksmark och naturlig växtlighet. Runt Palmeira är det ganska glesbefolkat, med 28 invånare per kvadratkilometer.